# Saal an der Donau
Saal an der Donau település Németországban, azon belül Bajorországban. Lakosainak száma 5755 fő (2023. december 31.).

## Népesség
A település népessége az elmúlt években az alábbi módon változott:
| Lakosok száma | 552  | 3105 | 4393 | 5216 | 5233 | 5237 | 5344 | 5358 | 5472 | 5755 |
|               | 1875 | 1950 | 1975 | 1987 | 2012 | 2014 | 2016 | 2017 | 2021 | 2023 |

## Fekvése
Abensbergtől északkeletre fekvő település.

## Története
A Duna völgyében már az ősi időkben is alkalmas volt az ember letelepedésére. Az itt talált leletek tanúsága szerint már a neandervölgyi emberek is lakhelyet találtak itt, de a későbbi évszázadokban is élhettek már itt emberek. A környéken később a keltáknak is sűrűn lakott központjai álltak itt, melyeknek máig maradtak itt nyomai, majd a rómaiak telepedtek meg itt és építettek erődített védelmi rendszereket.
1002-ben a területnek II. Henrik német király adományozott írásban királyi védelmet, immunitást és választójogot.
1803-ban a szekularizáció után a bajor állam részévé lett, minek eredményeként kiépült a posta és a vasúti kapcsolat is, ezzel megteremtődött az alapja a környék gazdasági fejlődésélnek is.

## Galéria

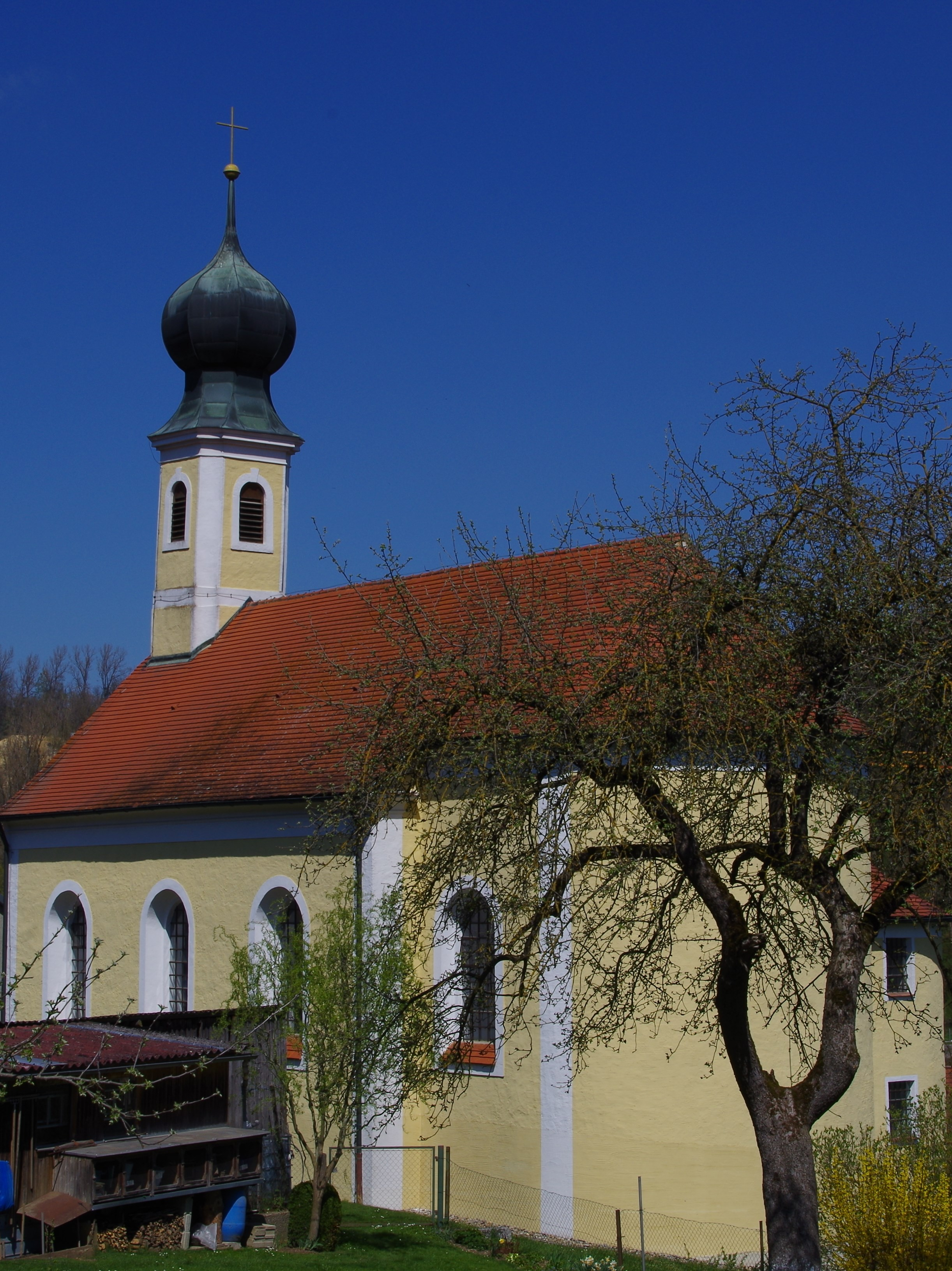
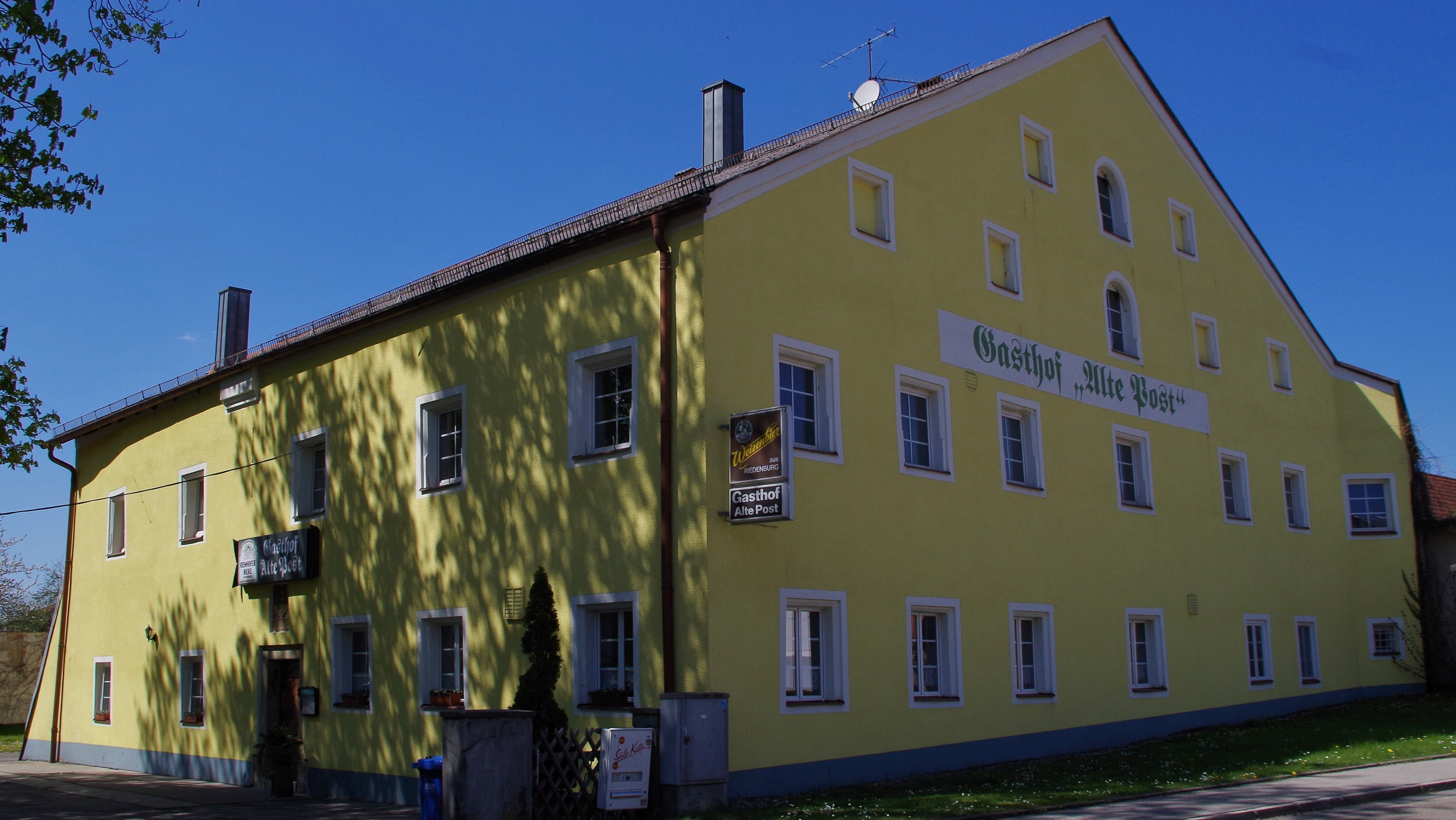
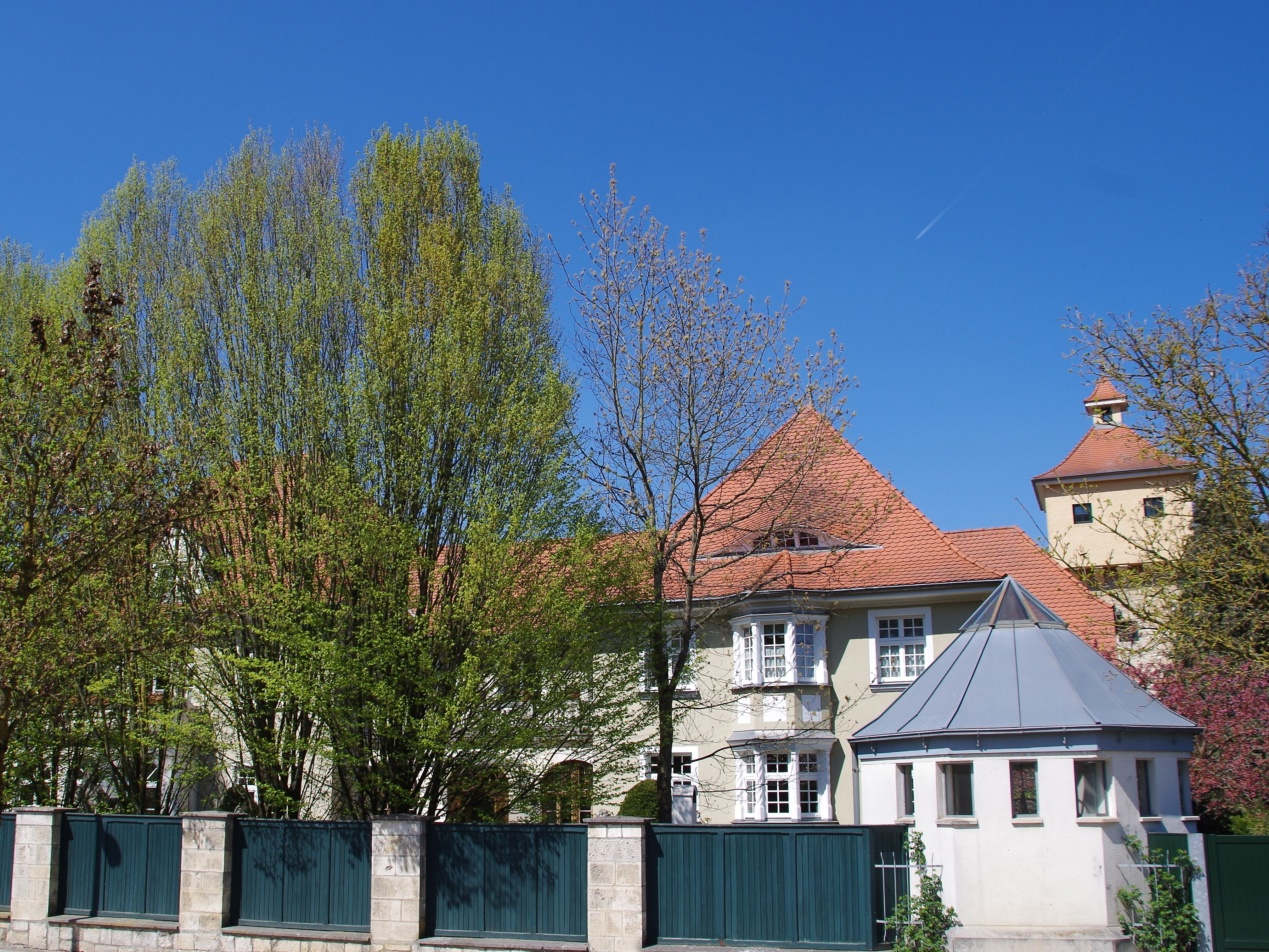
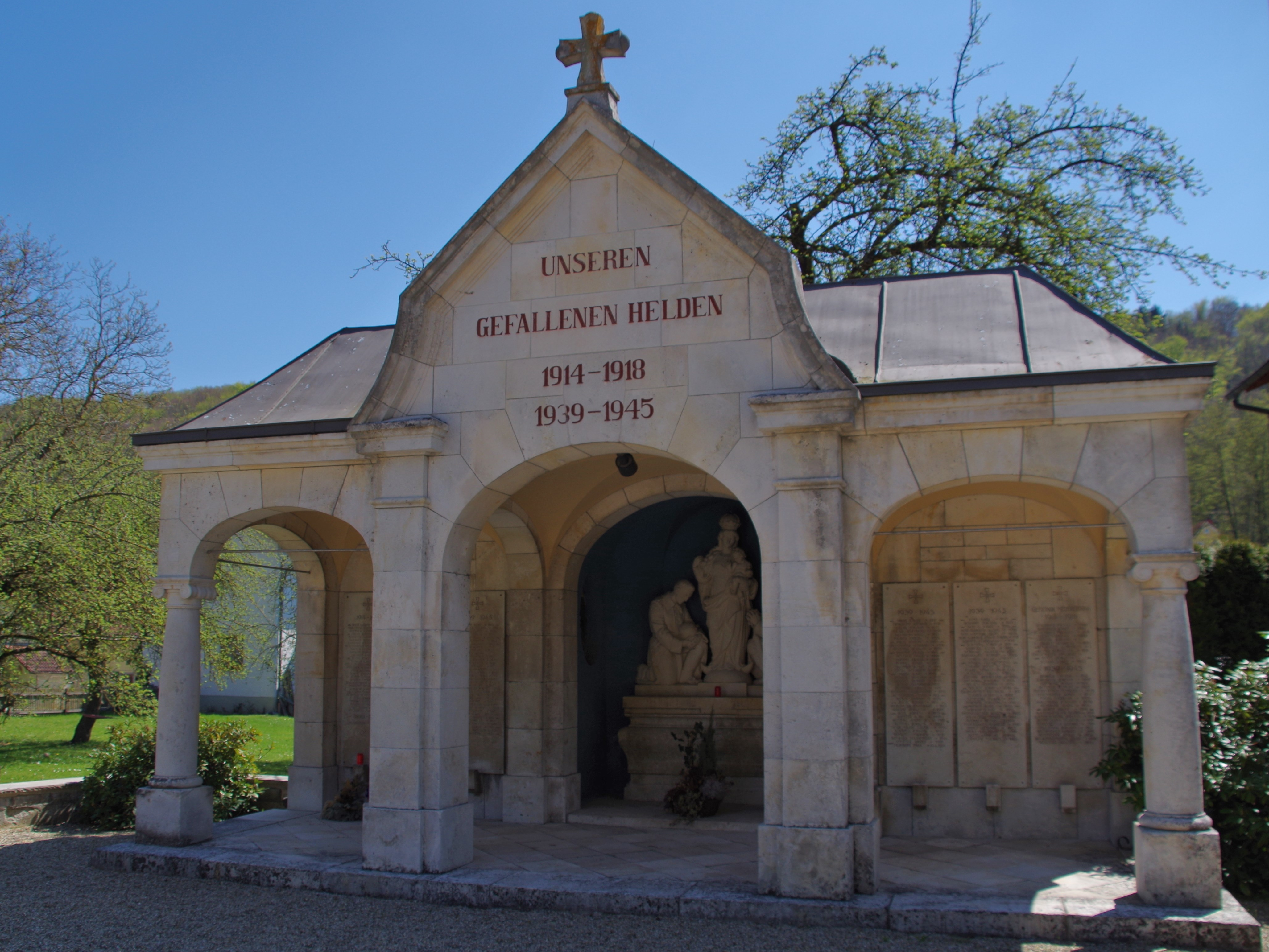
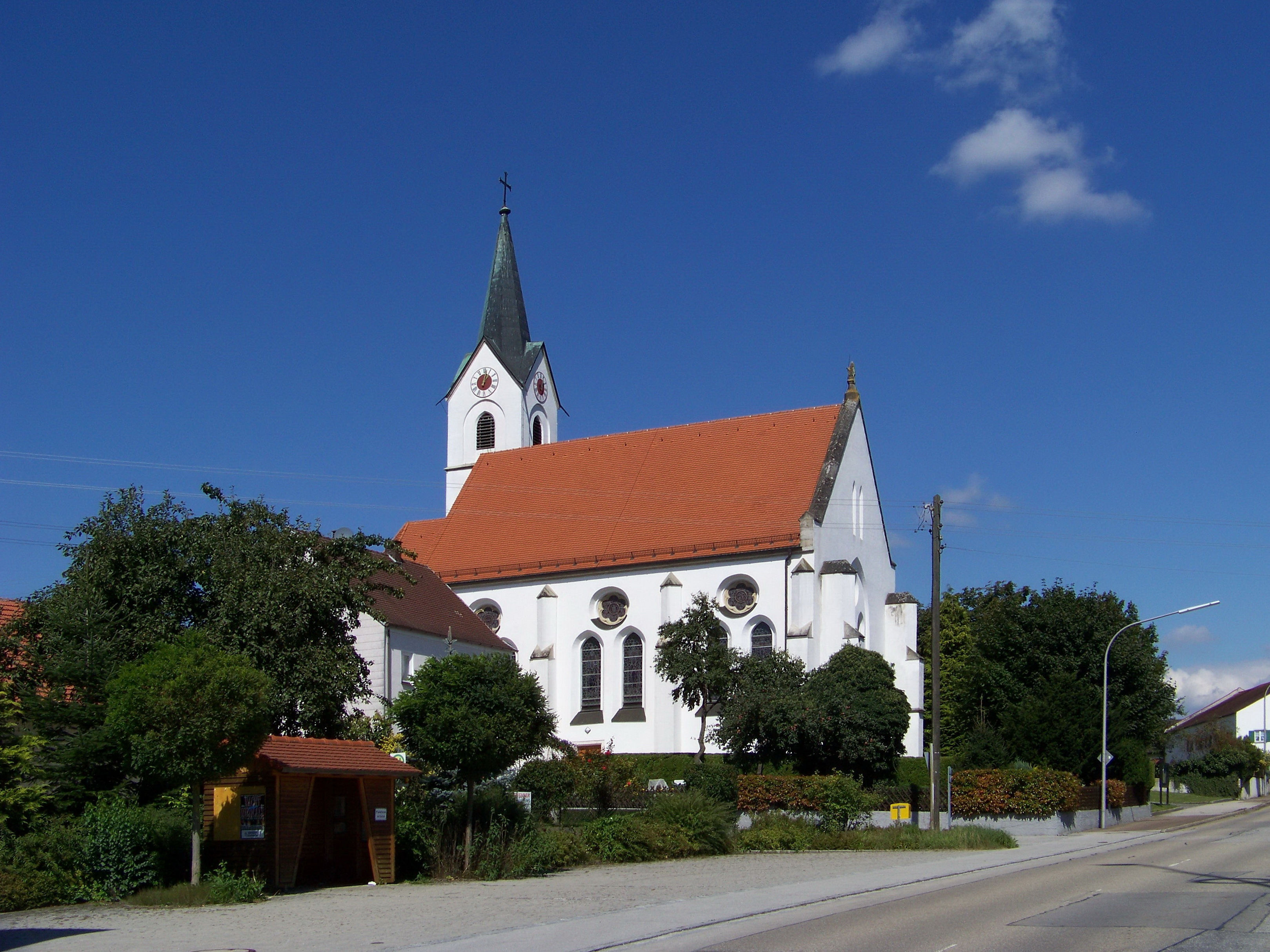
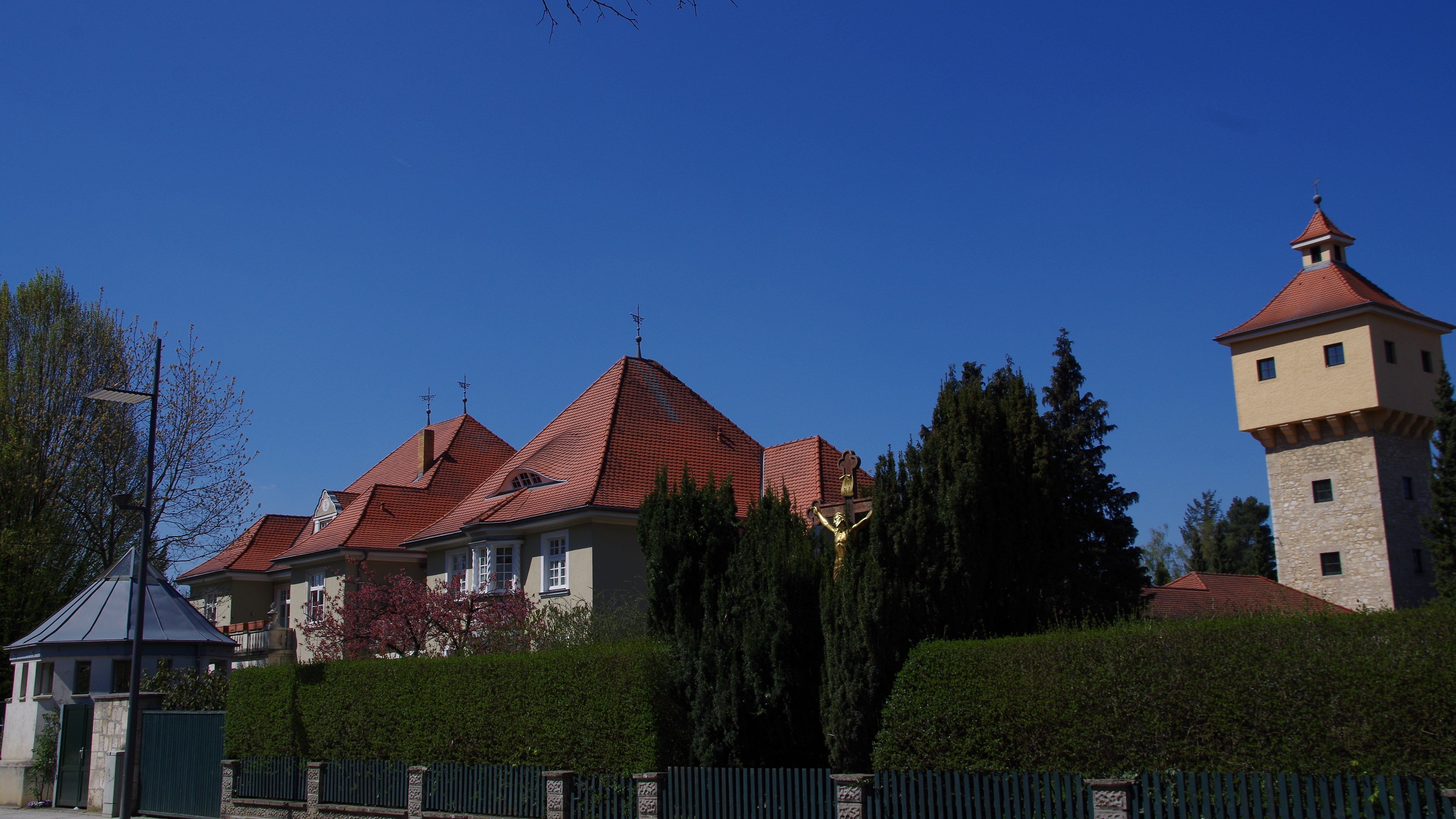

## Nevezetességek
- Szent Péter templom